# KP/M44短機関銃
KP M/44短機関銃とは（フィンランド語：Konepistooli malli 1944）1944年にフィンランドで開発された短機関銃である。

## 概要
1939年から起きた対ソ連との戦争（冬戦争）にてフィンランド陸軍ではスオミ KP/-26及び後継のスオミKP/-31短機関銃が多く配備されていた。この時のKP/-31はフィンランド軍から非常に高い評価を受けていた半面、生産時のコストがそれまで使用してきたKP/-26に比べて高いことが原因で、対ソ連との戦争で余裕のなかったフィンランドにとって財政的に痛手であった。
この事から軍部では、安価で量産性に優れた短機関銃の開発に着手する。開発製造はKP/-31の開発で知られるティッカコスキ銃器工廠で進められ、ソ連との戦闘（継続戦争）で鹵獲したPPS短機関銃を参考に1944年、KP/M44短機関銃の名称で試作銃が完成した。
機関部はPPS短機関銃と同じくシンプル・ブローバック方式を採用し、弾薬は9x19mmパラベラム弾を使用。20発・36発・50発の箱型弾倉の他に、それまで使用してきたKP/-31の40発・71発のドラム式弾倉をそのまま使用することが出来た。また銃全体もコスト削減の観点から、PPS短機関銃と同じく金属プレス加工を多用し、同じ様式の折り畳み式金属銃床（ストック）を採用した結果、本体の重量はKP/-31に比べてほぼ半分の2.9 kg（弾倉無し）に収まることが出来た。外見上、PPS短機関銃と最も顕著な違いは、ドラム式弾倉や50発複々列箱型弾倉に対応できるよう、弾倉挿入部の左右に枠が無く開放されている点である。

## その後
フィンランド国防軍は、1944年の8月にかけてティッカコスキ銃器工廠に2万挺のKP/M44を発注するも、調達資材の不足と9月にソ連との休戦協定が結ばれた結果、発注は半分の1万挺に縮小されてしまう。
さらに1945年に入り量産が開始されるも遅延を重ねた結果、ナチス・ドイツとの戦争（ラップランド戦争）でも配備が間に合わず、最終的にフィンランド軍にKP/M44が配備されたのは第二次世界大戦が終結してからであった。
ただしこの時に余剰となったKP/M44はKP/-31と同じくその後のフィンランド陸軍で活躍し、主に国境警備隊や1956年に中東で勃発した第二次中東戦争（スエズ動乱）にて、平和維持部隊として参加していたフィンランド軍によって使用された。
その後1962年から配備が始まったRk 62突撃銃に順次取り替えられると、最終的に訓練用の銃器として1970年まで使用されている。

## バリエーション
KP m/44
初期生産型タイプ
DUX-53
DUX-59
戦後スペインのオビエド造兵廠で量産されたバージョン。設計にはティッカコスキ銃器工廠の元技術者、ウィリー・ドーフが関わっている。西ドイツの国境警備隊に採用された。